# Dilobocondyla eguchii
Dilobocondyla eguchii is een mierensoort uit de onderfamilie van de Myrmicinae. De wetenschappelijke naam van de soort is voor het eerst geldig gepubliceerd in 2013 door Bharti & Kumar.